# 班贾尔苏丹国

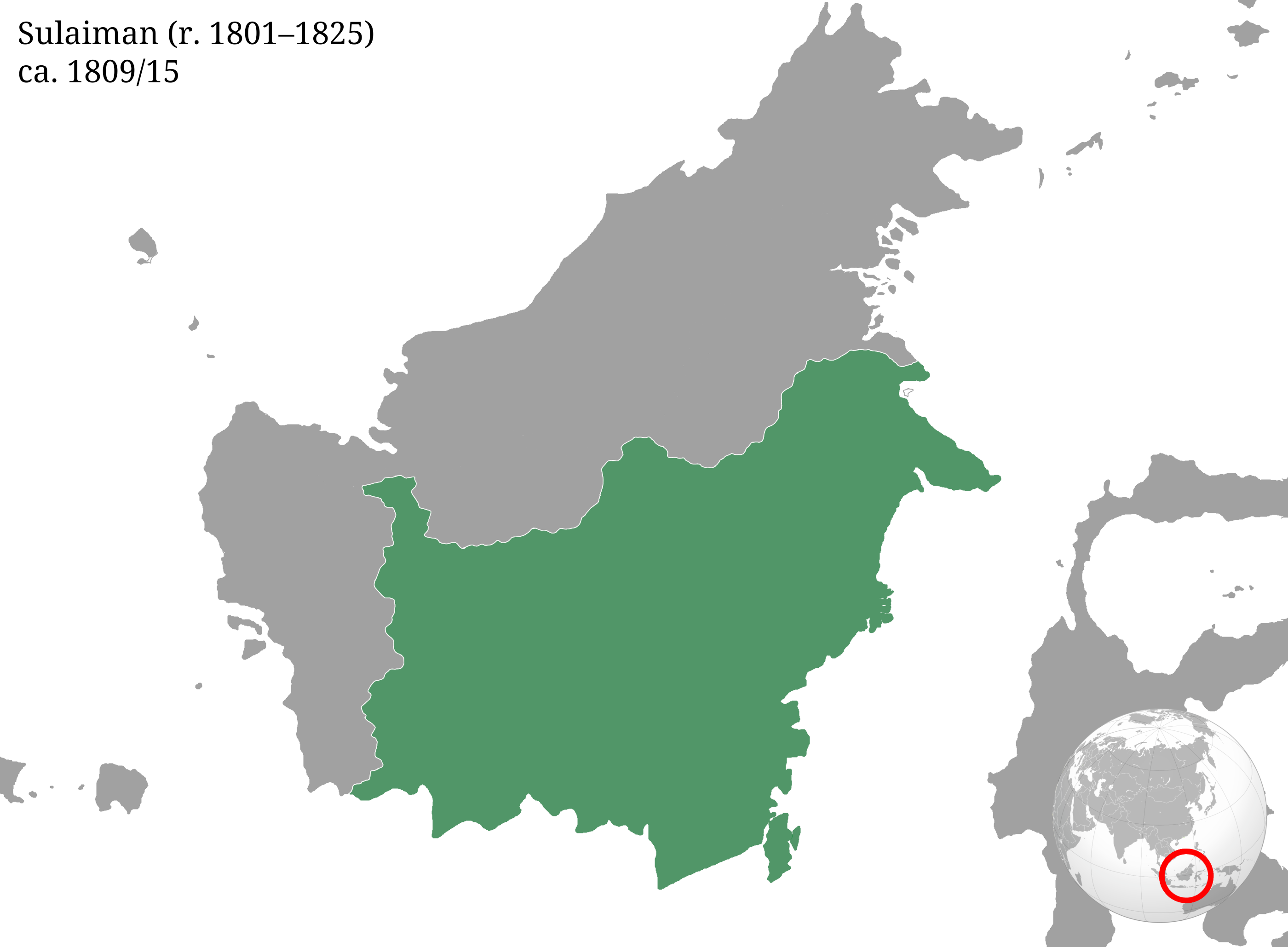
國家地圖

班賈尔苏丹国是歷史上位于現今印尼南加里曼丹省的一個穆斯林國家。起訖時間為1520年－1905年。該國的首都大部分時間位於班贾尔巴鲁，不過一度搬迁到不远處的马塔普拉。該國後來被荷蘭消滅。該國通用班查語。